# Blasfemimålet i Arjeplog 1687
Blasfemimålet i Arjeplog år 1687 hölls mot Erik Eskilsson och Amund Thorsson, två samer som anklagades för blasfemi i egenskap av anhängare av samisk religion under kristningen av samerna år 1687. 
Eskilsson och Thorsson tillhörde de mer förmögna samerna i Pite lappmark, som kände sig trygga mot kyrkan på grund av de höga skatter de hade råd att betala till kronan. Vid denna tidpunkt var samerna både kristna och anhängare av den samiska religionen parallellt. De var utåt kristna och gick i kyrkan, men utövade samtidigt hemma sin egen religion. 
Vid en av de predikningar, som prästen Herr Per höll mot den samiska religionen, hördes Eskilsson och Thorsson säga att det var konstigt att prästen var så fientligt mot de samiska gudarna, och att det var självklart att de inte skulle överge sina fäders tro. Prästen gjorde då ett hembesök tillsammans med tre kristna samer. Han vandaliserade det hedniska altaret och tog med sig trolltrumman med våld. Eskilsson och Thorsson kom då efter honom, tog tillbaka trumman han stulit och skällde ut honom. Prästen svarade då att Gud var domaren, och undrade om Thorssons far varit botfärdig. Thorsson svarade då: 
"Om min far hamnade i helvetet, så kan jag väl tåla vad han lider".
Prästen skrev därefter till myndigheterna och anmälde dem för "avgudadyrkan". I sin anmälan rekommenderade han dödsstraff, med motiveringen att samerna aldrig skulle bli helt kristna om man inte utrotade sådan "ohyra". Eskilsson och Thorsson ställdes inför rätta under tinget i Arjeplog 7–9 februari 1687.
Anklagelserna var avgudadyrkan och hädelse, på grund av att de hade en annan religion än kristendomen. Den andra punkten var förolämpning av en präst. Eskilsson friades från den andra punkten. Domstolen informerades om att prästen hade sålt brännvin till samerna vid samma tillfälle, och att Eskilsson hade varit berusad då han skällt ut prästen för stölden. Han friades därför från det åtalet. Åtalet om avgudadyrkan avskrevs efter att han, vid tinget 9–13 februari, avsvor sig sin religion och överlämnade sin trumma. 
Det finns inga uppgifter om hur målet mot Thorsson gick, men det anses att även han friades, eftersom det inte finns någon anteckning om att han avrättades. Det torde ha inneburit att även han avsvurit sig sin tro. 
Mellan 1667 och 1687 fälldes 8 norrlänningar för hädelse eller trolldom, av vilka två avrättades, och mellan 1665 och 1708 finns tre bekräftade dödsdomar mot samer för hädelse vilket var den vanliga benämningen för anhängare av den gamla samiska religionen.